# Pseudonapomyza palavae
Pseudonapomyza palavae är en tvåvingeart som beskrevs av Cerny 1998. Pseudonapomyza palavae ingår i släktet Pseudonapomyza och familjen minerarflugor. Inga underarter finns listade i Catalogue of Life.